# Nate Karns
Nathan Alan Karns (né le 25 novembre 1987 à Franklin, Pennsylvanie, États-Unis) est un lanceur droitier des Royals de Kansas City de la Ligue majeure de baseball.

## Carrière

### Nationals de Washington

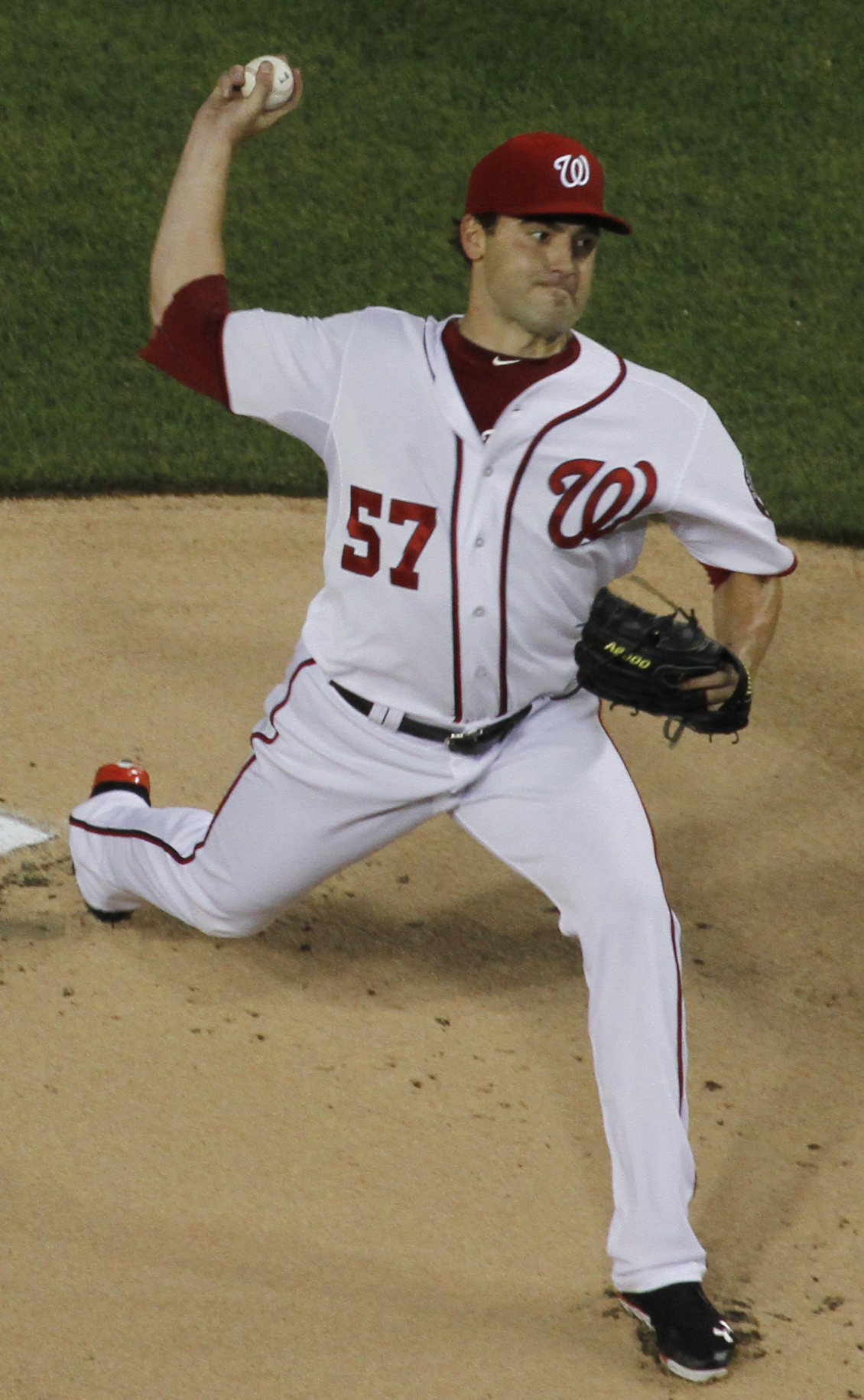
Nate Karns en 2013 avec les Nationals de Washington.

Nate Karns est repêché au 10e tour de sélection en 2006 par les Astros de Houston mais repousse l'offre pour s'engager chez les Red Raiders de l'Université Texas Tech. Il devient un choix de 12e ronde des Nationals de Washington en 2009 et est cette fois mis sous contrat. En 2012, il est nommé meilleur lanceur de ligues mineures de la saison dans l'organisation des Nationals.
Il est rappelé des mineures par Washington pour la première fois afin de remplacer Ross Detwiler, blessé, dans la rotation de lanceurs partants[réf. souhaitée]. Karns fait ses débuts dans le baseball majeur pour les Nationals le 28 mai 2013 comme partant face aux Orioles de Baltimore. Il effectue 3 départs, accorde 11 points dont 10 mérités en 12 manches lancées, subit une défaite et affiche une moyenne de points mérités de 7,50 avec 11 retraits sur des prises pour Washington.

### Rays de Tampa Bay
Le 13 février 2014, Washington échange Nate Karns aux Rays de Tampa Bay contre le receveur José Lobatón et deux joueurs des ligues mineures, le lanceur gaucher Felipe Rivero et le voltigeur Drew Vettleson. 
Après avoir passé la majorité de la saison 2014 dans les ligues mineures et n'avoir effectué que deux départs pour les Rays, Karns joue sa première saison complète dans les majeures en 2015 à Tampa Bay. Il amorce 26 parties des Rays et effectue une sortie en relève. Sa moyenne de points mérités se chiffre à 3,67 en 147 manches lancées, avec 7 victoires et 5 défaites.

### Mariners de Seattle
Le 5 novembre 2015, les Rays de Tampa Bay échangent Nate Karns, le lanceur de relève gaucher C. J. Riefenhauser et le voltigeur des ligues mineures Boog Powell aux Mariners de Seattle contre le joueur d'utilité Brad Miller, le joueur de premier but Logan Morrison et le lanceur de relève droitier Danny Farquhar.

### Royals de Kansas City
Le 6 janvier 2017, les Mariners de Seattle échangent Nate Karns aux Royals de Kansas City contre le joueur de champ extérieur Jarrod Dyson.